# きたいわて ぐるっとパス
きたいわて ぐるっとパスは、IGRいわて銀河鉄道・三陸鉄道・ジェイアールバス東北・岩手県北自動車の共同企画によるフリー乗車券である。

## 概要
岩手県北地域の活性化と広域観光振興のため、盛岡市・二戸市・久慈市・宮古市を結ぶ鉄道・バス路線を構成する各社のタイアップにより誕生した。
一般的なフリー乗車券とは違い、使用時に乗車する方向（右回りまたは左回り）を指定する。逆方向での乗車には無効（一部例外あり）だが、指定した方向に乗車し続けるのであれば途中下車・周回は有効期間内に何度でも自由にできる。
きっぷは直径約12センチ（CDなどとほぼ同じ大きさ）の円盤状。

## フリー区間
- IGRいわて銀河鉄道線　盛岡駅 - 二戸駅 - 金田一温泉駅間
- JRバス東北スワロー号　二戸駅 - 久慈駅間
- 三陸鉄道リアス線　久慈駅 - 宮古駅間
- 岩手県北バス106急行　宮古駅 - 盛岡駅間

## きっぷの使用条件
使用時に以下のどちらかの乗車方向を指定する。指定した方向とは逆周りの乗車には無効。
- 右回り - 盛岡→二戸→久慈→宮古→盛岡
- 左回り - 盛岡→宮古→久慈→二戸→盛岡

ただし、IGR二戸駅～金田一温泉駅間はフリー区間内では盲腸線となるため、指定した乗車方向にかかわらず両方向にフリー乗降できる。
発売額は大人4,980円・小児2,490円、利用開始日から3日間有効。
三陸鉄道の「こたつ列車」・106スーパー特急の乗車には別途追加料金が必要。
発売・利用期間は平成21年7月1日から平成23年5月31日まで。（当初は平成22年5月31日までであったが延長された。）東日本大震災の影響により、発売を見合わせていたが、平成25年7月5日から発売を再開し、平成26年4月6日の三陸鉄道全線再開により、平成27年3月末まで、発売期間が延長され、更に平成28年3月末まで発売期間が延長された。

## 発売箇所
鉄道2社のみでの発売。
- IGRいわて銀河鉄道
  - 盛岡・二戸の2駅
  - 銀河鉄道観光（IGR本社内）
- 三陸鉄道
  - 宮古・久慈の2駅